# Bouillon lactosé bilié au vert brillant
Le bouillon lactosé bilié au vert brillant (BLBVB) est une préparation de laboratoire permettant de détecter la présence de certaines bactéries, et de les dénombrer.

## Usage
Dénombrement des coliformes totaux (24 et 48 h à une température de 30 ou 37 °C), coliformes thermotolérants (24 et 48 h à une température de 44 °C), et d'Escherichia coli en étape confirmative.

## Composition
- Peptone	10,0 g
- Lactose 10,0 g
- Bile	20,0 ml
- Vert brillant 13,0 mg
- pH = 7,4

## Préparation
40 g par litre. Stérilisation classique.

## Lecture
La cloche de Durham permet le recueil des gaz signant la présence de coliformes, à condition que le milieu ait été agité correctement pour que les bactéries soient bien réparties, y compris sous la cloche. Le trouble du milieu et la production de gaz sont dues à la fermentation du lactose par les coliformes.
Il est conseillé d'agiter légèrement le milieu plusieurs heures avant la lecture pour favoriser le dégagement de gaz sous la choche de Durham, qui, autrement, peut ne pas être observé pour les dilutions limites.
Si plusieurs essais sont effectués, on utilise la table statistique de Mac Grady pour déterminer le nombre de coliformes le plus probable (NPP).
On peut déterminer la présence de coliformes thermotolérants ou fécaux en réalisant le test de Mackenzie : repiquage d'une anse de 10 microlitres de chaque tube positif BLBVB à 37 °C dans un nouveau tube BLBVB et un tube d'eau peptonée qui seront incubés à 44 °C. Les tubes positifs à 44 °C permettent de dénombrer les coliformes totaux en utilisant la table de Mac Grady. Si les tubes d'eau peptonée permettent de lire de surcroît la production d'indole, on peut conclure à la présence d'Escherichia coli et réaliser de même son dénombrement.